# Зайцева Ольга Віталіївна
 За́йцева О́льга Віта́ліївна  (нар.1 вересня 1986, Вінниця) — українська поетеса. Член Національної спілки письменників України (2012).

## Біографія
Народилася 1 вересня 1986 року в м. Вінниці. Дитячі роки пройшли у с. Бірків Літинського району на Вінниччині. Закінчила магістратуру Вінницького державного педагогічного університету ім. М. Коцюбинського (2007). Працює в галузі науково-популярної радіожурналістики, являючись від 2007 р. автором та ведучою радіопрограми «Родовід» (Вінницьке обласне радіо «Хвиля» ВОДТРК «Вінтера») з 2007 р. На разі продовжила займатись радіожурналістикою на Вінницькому обласному радіо ВІНТЕРА (з 9 квітня 2018 року).

Інші заняття:
- Вінницька дівоча гімназія ім. Лесі Українки (2000);
- Літературно-мистецька студія «Мережка» (керівник Тетяна Яковенко, 2000—2002);
- Заочна школа журналістики при Київському укртелерадіоінституті (2001);
- Мала академія наук України (ІІІ місце за підсумком обласного конкурсу науково-дослідних робіт, 2002);
- Міжрегіональний інститут гештальт-терапії і мистецтва, спеціальність «Психотерапія, гештальт-терапія» (від 2010).[2]

## Літературна творчість
Авторка книг поезії:
| - Край мого дитинства (2001) - Дощ для тебе (2002) | - Білий трамвай (2011) |

Публікації в альманахах «Подільська пектораль», «17 вересня», «Пробудження» (2004), «Коктебель: зорі над морем — 2005», «Подільське перевесло» (2010), "Експрес «Молодість» (2011), журналі «Вінницький край» (2011), газеті «Літературна Україна» (2011), місцевій періодиці.

Лауреат Всеукраїнського літературного конкурсу «Єднаймося, брати мої» (2000), «Сурми звитяги» (2001), «Свою Україну любіть» (2004). Учасниця Всеукраїнських нарад творчої молоді в Ірпені (2004), в Коктебелі (2005).